# Megaselia pilicrus
Megaselia pilicrus är en tvåvingeart som beskrevs av Borgmeier 1964. Megaselia pilicrus ingår i släktet Megaselia och familjen puckelflugor.
Artens utbredningsområde är Connecticut. Inga underarter finns listade i Catalogue of Life.